# Mat Kearney
Mathew William Kearney, detto Mat (Eugene, 1º dicembre 1978), è un cantautore statunitense.

## Biografia
Nato in Oregon, si è trasferito per motivi di studio prima in California e poi per lavoro a Nashville (Tennessee).

Nell'ottobre 2004 ha esordito con l'album Bullet, pubblicato dalla InPop Records. Nell'aprile 2006 ha pubblicato invece per Aware Records/Columbia Records, il suo secondo album Nothing Left to Lose.
Il successivo City of Black & White è stato diffuso dalla Columbia nel 2009. Ha collaborato dal vivo con Keane, Owl City e The Helio Sequence.
Nell'agosto 2011 è uscito Young Love. Dopo aver riscosso consensi positivi nel 2015 con il suo ultimo lavoro Just Kids, per Kearney arriva la lieta notizia della nascita della sua primogenita. Dopo due anni, nel 2017 arriva tramite social la notizia di un nuovo album in uscita per i primi mesi dell'anno successico dal titolo "CrazyTalk" anticipato dall'uscita del singolo "Better Than I Used To Be" e poco dopo da altri due brani rilasciati nei successivi due mesi, tra Novembre/Dicembre 2017, "Face To Face" e "Don't Cry For Me".

## Discografia
- 2004 - Bullet
- 2006 - Nothing Left to Lose
- 2009 - City of Black & White
- 2011 - Young Love
- 2015 - Just Kids
- 2018 - CrazyTalk
- 2021 - January Flowers